# Činžovní dům Matěje Blechy
Činžovní dům Matěje Blechy je kancelářský a bytový dům na Masarykově nábřeží, č. p. 235/28, 110 00 na Novém Městě, Praha 1 postavený v secesním slohu podnikatelstvím stavitele Matěje Blechy podle návrhu architekta Emila Králíčka, primárně učený pro Blechovu rodinu. Byl postaven na prestižní parcele nově vznikajícího nábřeží Vltavy a dotváří tak skladbu bohatě zdobených bytových domů, například nedaleký Spolkový dům Hlahol.

## Historie
Reprezentativní bytový dům si nechal postavit v Praze usazený stavitel a architekt Matěj Blecha, původem ze Štítar u Kolína, zámožný majitel tehdy největšího stavebního podniku v českých zemích. Návrh zpracoval architekt Emil Králíček, který s Blechou spolupracoval na řadě dalších, zejména pražských, staveb, např. Hotel Zlatá Husa na Václavském náměstí či Dům Maribor v Holešovicích.
Po převzetí moci ve státě komunistickou stranou v Československu v únoru 1948 byl dům znárodněn. Po společenských změnách po sametové revoluci roku 1989 dům přešel do soukromého vlastnictví.

## Architektura stavby
Sedmipodlažní dům je vystavěn v secesním stylu. Budově dominuje centrální arkýř zakončený balkonem v posledním patře, fasáda a římsy jsou vyzdobeny štukovými prvky, jejichž autorem je Celda Klouček. Vchodové dveře lemuje kamenný zdobený portál a kovaná brána.